# Potamon ibericum
Potamon ibericum is een krabbensoort uit de familie Potamidae. De wetenschappelijke naam van de soort werd in 1809 als Cancer ibericus gepubliceerd door Friedrich August Marschall von Bieberstein.